# Steinsberg (Regenstauf)
Steinsberg ist ein Gemeindeteil des Marktes Regenstauf im oberpfälzischen Landkreis Regensburg in Bayern.
Das Pfarrdorf Steinsberg war bis 1978 Sitz der gleichnamigen Gemeinde.

## Geschichte
Die erste urkundliche Erwähnung von Steinsberg als Stainsperc findet sich in dem Testament des Pfalzgrafen Friedrich von Wittelsbach im Jahr 1170. Die Herren von Steinsberg besaßen die Hofmark zwischen 1240 und 1436. Im Dreißigjährigen Krieg wurde das Schloss Steinsberg fast vollständig zerstört und wird danach verkauft. 1788 wird Steinsberg als Hofmark genannt, der Landrichter Graf Öchsle in Lengenfelden bestätigte Steinsberg als Hofmark mit 33 Untertanen. 1818 wurde die Hofmarksgerechtigkeit hier aufgelöst. Die Gemeinde Steinsberg entstand zeitgleich mit dem bayerischen Gemeindeedikt von 1818. Sie umfasste die Orte Steinsberg, Oberschlag und Unterschlag. Nach der Auflösung des Bezirksamts Stadtamhof gehörte sie ab 1. Oktober 1929 zum Bezirksamt (ab 1939 Landkreis) Regensburg. 1945 wurden Steinsberg und Loch nach Eitlbrunn eingemeindet. 1948 wird die aufgelöste Gemeinde Steinsberg wieder selbständig. Die Gemeinde Buchenlohe mit den Teilorten Forstberg, Frauenberg, Geiersberg und Reiterberg schloss sich zum 1. Januar 1971 der Gemeinde Steinsberg an. Am 1. Mai 1978 wurde Steinsberg nach Regenstauf eingemeindet.

## Sehenswürdigkeiten
In der Liste der Baudenkmäler sind für Steinsberg die 1929/30 nach Plänen von Karl Schmid sen. erbaute katholische Pfarrkirche St. Josef und das Schloss Steinsberg aufgeführt.